# Bulbophyllum tardeflorens
Bulbophyllum tardeflorens é uma espécie de orquídea (família Orchidaceae) pertencente ao gênero Bulbophyllum. Foi descrita por Henry Nicholas Ridley em 1896.